# Eliminatoria a la Eurocopa Sub-16 1984
La Eliminatoria a la Eurocopa Sub-16 1984 la disputaron 27 selecciones juveniles de Europa para determinar a los 4 clasificados a la fase final del torneo a celebrarse en Alemania Occidental.

## Fase de grupos

### Grupo 1
| País       | J | G | E | P | GF | GC | GD  | Pts |
| ---------- | - | - | - | - | -- | -- | --- | --- |
| Inglaterra | 4 | 4 | 0 | 0 | 13 | 2  | +11 | 8   |
| Escocia    | 4 | 1 | 1 | 2 | 4  | 9  | -5  | 3   |
| Islandia   | 4 | 0 | 1 | 3 | 3  | 9  | -6  | 1   |

| Equipo 1   | Resultado | Equipo 2   |
| ---------- | --------- | ---------- |
| Islandia   | 1-2       | Escocia    |
| Islandia   | 1-2       | Inglaterra |
| Escocia    | 1-1       | Islandia   |
| Inglaterra | 4-0       | Islandia   |
| Inglaterra | 3-1       | Escocia    |
| Escocia    | 0-4       | Inglaterra |

### Grupo 2
| País                 | J | G | E | P | GF | GC | GD  | Pts |
| -------------------- | - | - | - | - | -- | -- | --- | --- |
| Alemania Federal     | 6 | 6 | 0 | 0 | 15 | 3  | +12 | 12  |
| Suecia               | 6 | 3 | 1 | 2 | 4  | 4  | 0   | 7   |
| Alemania Democrática | 6 | 1 | 2 | 3 | 7  | 10 | -3  | 4   |
| Noruega              | 6 | 0 | 1 | 5 | 7  | 16 | -9  | 1   |

| Equipo 1             | Resultado | Equipo 2             |
| -------------------- | --------- | -------------------- |
| Alemania Democrática | 0-0       | Suecia               |
| Alemania Federal     | 5-0       | Alemania Democrática |
| Noruega              | 1-2       | Suecia               |
| Alemania Democrática | 0-1       | Alemania Federal     |
| Suecia               | 1-0       | Noruega              |
| Suecia               | 0-1       | Alemania Federal     |
| Alemania Federal     | 2-0       | Suecia               |
| Noruega              | 2-2       | Alemania Democrática |
| Noruega              | 0-2       | Alemania Federal     |
| Suecia               | 1-0       | Alemania Democrática |
| Alemania Democrática | 5-1       | Noruega              |
| Alemania Federal     | 4-3       | Noruega              |

### Grupo 3
| País            | J | G | E | P | GF | GC | GD  | Pts |
| --------------- | - | - | - | - | -- | -- | --- | --- |
| Unión Soviética | 4 | 4 | 0 | 0 | 13 | 3  | +10 | 8   |
| Finlandia       | 4 | 1 | 0 | 3 | 4  | 7  | -3  | 2   |
| Polonia         | 4 | 1 | 0 | 3 | 4  | 11 | -7  | 2   |

| Equipo 1        | Resultado | Equipo 2        |
| --------------- | --------- | --------------- |
| Unión Soviética | 6-1       | Polonia         |
| Finlandia       | 0-3       | Unión Soviética |
| Finlandia       | 2-0       | Polonia         |
| Polonia         | 1-2       | Unión Soviética |
| Unión Soviética | 2-1       | Finlandia       |
| Polonia         | 2-1       | Finlandia       |

### Grupo 4
| País         | J | G | E | P | GF | GC | GD  | Pts |
| ------------ | - | - | - | - | -- | -- | --- | --- |
| Países Bajos | 6 | 4 | 2 | 0 | 16 | 2  | +14 | 10  |
| Dinamarca    | 6 | 3 | 2 | 1 | 8  | 4  | +4  | 8   |
| Suiza        | 6 | 2 | 1 | 3 | 12 | 8  | +4  | 5   |
| Luxemburgo   | 6 | 0 | 1 | 5 | 1  | 23 | -22 | 1   |

| Equipo 1     | Resultado | Equipo 2     |
| ------------ | --------- | ------------ |
| Suiza        | 1-1       | Países Bajos |
| Luxemburgo   | 0-0       | Dinamarca    |
| Países Bajos | 1-1       | Dinamarca    |
| Países Bajos | 5-0       | Luxemburgo   |
| Luxemburgo   | 1-5       | Suiza        |
| Suiza        | 5-0       | Luxemburgo   |
| Dinamarca    | 2-0       | Suiza        |
| Dinamarca    | 0-2       | Países Bajos |
| Luxemburgo   | 0-5       | Países Bajos |
| Países Bajos | 2-0       | Suiza        |
| Dinamarca    | 3-0       | Luxemburgo   |
| Suiza        | 1-2       | Dinamarca    |

### Grupo 5
| Equipo 1 | Agr. | Equipo 2 | Ida | Vuelta |
| -------- | ---- | -------- | --- | ------ |
| Austria  | 0-3  | Italia   | 0-2 | 0-1    |

### Grupo 6
| País     | J | G | E | P | GF | GC | GD  | Pts |
| -------- | - | - | - | - | -- | -- | --- | --- |
| Francia  | 6 | 4 | 1 | 1 | 9  | 4  | +5  | 9   |
| España   | 6 | 4 | 0 | 2 | 12 | 3  | +9  | 8   |
| Bélgica  | 6 | 2 | 1 | 3 | 7  | 11 | -4  | 5   |
| Portugal | 6 | 1 | 0 | 5 | 5  | 15 | -10 | 2   |

| Equipo 1 | Resultado | Equipo 2 |
| -------- | --------- | -------- |
| España   | 3-0       | Bélgica  |
| Francia  | 3-01      | Portugal |
| Portugal | 0-31      | España   |
| Bélgica  | 1-1       | Francia  |
| Francia  | 1-0       | España   |
| Bélgica  | 3-01      | Portugal |
| Portugal | 2-3       | Bélgica  |
| España   | 0-2       | Francia  |
| Bélgica  | 0-3       | España   |
| Francia  | 2-0       | Bélgica  |
| España   | 3-0       | Portugal |
| Portugal | 3-0       | Francia  |

1- Portugal perdió los partidos por alinear jugadores con más de 17 años de edad.

### Grupo 7
| País           | J | G | E | P | GF | GC | GD | Pts |
| -------------- | - | - | - | - | -- | -- | -- | --- |
| Yugoslavia     | 6 | 3 | 2 | 1 | 14 | 6  | +8 | 8   |
| Checoslovaquia | 6 | 4 | 0 | 2 | 9  | 9  | 0  | 8   |
| Rumania        | 6 | 2 | 1 | 3 | 5  | 8  | -3 | 5   |
| Grecia         | 6 | 1 | 1 | 4 | 6  | 11 | -5 | 3   |

| Equipo 1       | Resultado | Equipo 2       |
| -------------- | --------- | -------------- |
| Grecia         | 1-1       | Yugoslavia     |
| Rumania        | 1-0       | Grecia         |
| Checoslovaquia | 3-2       | Grecia         |
| Rumania        | 1-0       | Checoslovaquia |
| Rumania        | 1-1       | Yugoslavia     |
| Grecia         | 0-2       | Checoslovaquia |
| Yugoslavia     | 3-1       | Rumania        |
| Yugoslavia     | 5-0       | Checoslovaquia |
| Checoslovaquia | 1-0       | Yugoslavia     |
| Yugoslavia     | 4-2       | Grecia         |
| Checoslovaquia | 3-1       | Rumania        |
| Grecia         | 1-0       | Rumania        |

### Grupo 8
| País     | J | G | E | P | GF | GC | GD | Pts |
| -------- | - | - | - | - | -- | -- | -- | --- |
| Bulgaria | 4 | 2 | 1 | 1 | 7  | 3  | +4 | 5   |
| Hungría  | 4 | 2 | 1 | 1 | 5  | 2  | +3 | 5   |
| Turquía  | 4 | 1 | 0 | 3 | 2  | 9  | -7 | 2   |

| Equipo 1 | Resultado | Equipo 2 |
| -------- | --------- | -------- |
| Turquía  | 1-2       | Bulgaria |
| Bulgaria | 4-0       | Turquía  |
| Hungría  | 1-1       | Bulgaria |
| Bulgaria | 0-1       | Hungría  |
| Hungría  | 3-0       | Turquía  |
| Turquía  | 1-0       | Hungría  |

## Cuartos de final
| Equipo 1     | Agr. | Equipo 2         | Ida | Vuelta |
| ------------ | ---- | ---------------- | --- | ------ |
| Italia       | 1-2  | Yugoslavia       | 1-1 | 0-1    |
| Inglaterra   | 5-1  | Francia          | 4-0 | 1-1    |
| Bulgaria     | 1-3  | Unión Soviética  | 1-0 | 0-3    |
| Países Bajos | 2-6  | Alemania Federal | 0-4 | 2-2    |